# Голубівка (Житомирський район)
Голубі́вка (до 1946 року — Таубівка) — село в Україні, у Коростишівській міській територіальній громаді Житомирського району Житомирської області. Чисельність населення становить 175 осіб (2001). У 1923-му та 1941—54 роках — адміністративний центр колишньої однойменної сільської ради. До 1939 року — колонія.

## Населення
У другій половині 19 століття в поселенні налічувалося 56 мешканців, наприкінці 19 століття — 255 мешканців, з них 132 чоловіки та 123 жінки, дворів — 40, на початку 20 століття — 213 жителів, дворів — 40, у 1924 році — 275 осіб (з перевагою населення польської національности), дворів — 45.
Відповідно до результатів перепису населення СРСР, кількість населення станом на 12 січня 1989 року становила 174 особи. Станом на 5 грудня 2001 року, відповідно до перепису населення України, кількість мешканців села становила 175 осіб.

## Історія
У другій половині 19 століття — колонія Водотиївської волості (1 стану) Радомисльського повіту Київської губернії, за 35 верст від Радомисля.
Наприкінці 19 століття — колонія біля села Вільня Водотиївської волості Радомисльського повіту Київської губернії. Відстань до повітового центру м. Радомисль — 28 верст, до найближчої залізничної станції Попільня — 40 верст, до найближчої поштово-телеграфної станції у Коростишеві — 14 верст, до найближчої поштової земської станції у Брусилові — 24 версти. Основним заняттям мешканців було землеробство. В колонії числилося 413 десятин землі, яка належала О. П. Племянникову та перебувала в оренді в колоністів, які господарювали за трипільною сівозміною.
У 1923 році включена до складу новоствореної Таубівської сільської ради; адміністративний центр ради. 16 січня 1923 року підпорядкована Вільнянській сільській раді, яка 7 березня 1923 року увійшла до складу новоутвореного Брусилівського району Білоцерківської округи. 10 вересня 1924 року, в складі сільської ради, передана до Коростишівського району Малинської округи. У 1939 році віднесена до категорії сіл.
У 1941 році в селі відновлено окрему, Таубівську сільську раду Коростишівського району Житомирської області. 7 червня 1946 року, відповідно до указу Президії Верховної ради Української РСР «Про збереження історичних найменувань та уточнення і впорядкування існуючих назв сільрад і населених пунктів Житомирської області», село перейменоване на Голубівку, відповідно сільську раду — на Голубівську. 11 серпня 1954 року, внаслідок об'єднання сільських рад, село підпорядковане Кропивнянській сільській раді Коростишівського району.
5 серпня 2016 року увійшло до складу новоутвореної Коростишівської міської територіальної громади Коростишівського району Житомирської області. Від 19 липня 2020 року, разом з громадою, в складі новоствореного Житомирського району Житомирської області.